# Halowe Mistrzostwa Czech w Lekkoatletyce 1995
Halowe Mistrzostwa Czech w Lekkoatletyce w 1995 – halowe zawody lekkoatletyczne organizowane przez Český atletický svaz, które odbyły się 25 i 26 lutego w Pradze.

## Rezultaty
| PB - rekord życiowy \| SB - najlepszy wynik w sezonie \| NR – halowy rekord kraju |

### Mężczyźni
| Konkurencja:              | 1. miejsce        | Rezultat | 2. miejsce       | Rezultat | 3. miejsce                                            | Rezultat |
| Bieg na 50 m              | Ivo Krsek         | 5,78     | Jiří Valík       | 5,86     | Martin Šimůnek                                        | 5,87     |
| Bieg na 200 m             | Walter Pilch      | 21,81    | Jiří Ondráček    | 21,87    | Jiří Šveněk                                           | 22,03    |
| Bieg na 400 m             | Lukáš Souček      | 47,84    | Jiří Benda       | 48,12    | Milan Vyroubal                                        | 48,81    |
| Bieg na 800 m             | Pavel Soukup      | 1:50,21  | Kamil Hůrka      | 1:52,96  | Luboš Stloukal                                        | 1:53,20  |
| Bieg na 1500 m            | Lukáš Vydra       | 3:43,71  | Michael Nejedlý  | 3:45,66  | Zdeněk Dúbravčík                                      | 3:49,38  |
| Bieg na 3000 m            | Milan Drahoňovský | 8:01,28  | Michael Nejedlý  | 8:08,54  | Radomír Soukup                                        | 8:10,82  |
| Bieg na 50 m przez płotki | Jiří Hudec        | 6,52     | Tomáš Dvořák     | 6,63     | Jan Poděbradský                                       | 6,74     |
| Skok wzwyż                | Jan Janků         | 2,19     | Radek Čermák     | 2,16     | Tomáš Janků                                           | 2,16     |
| Skok o tyczce             | Jan Netscher      | 5,66     | Zdeněk Šafář     | 5,40     | Pavel Beran Karel Janko František Jansa Martin Kysela | 5,10     |
| Skok w dal                | Milan Gombala     | 8,03     | IRóbert Michalík | 7,87     | Roman Orlík                                           | 7,78     |
| Trójskok                  | Jaroslav Mrštík   | 16,20    | Jiří Smetana     | 15,90    | Michal Coubal                                         | 15,77    |
| Pchnięcie kulą            | Martin Bílek      | 18,19    | Miroslav Menc    | 17,78    | Remigius Machura                                      | 16,94    |
| Siedmiobój                | Jan Poděbradský   | 5876     | Kamil Damašek    | 5831     | Aleš Hončl                                            | 5182     |

### Kobiety
| Konkurencja:              | 1. miejsce          | Rezultat | 2. miejsce         | Rezultat | 3. miejsce         | Rezultat |
| Bieg na 50 m              | Zdeňka Mušínská     | 6,29     | Štěpánka Klapáčová | 6,45     | Radana Volná       | 6,55     |
| Bieg na 200 m             | Naděžda Koštovalová | 24,03    | Hana Benešová      | 24,11    | Štěpánka Klapáčová | 24,23    |
| Bieg na 400 m             | Helena Dziurová     | 52,27    | Hana Benešová      | 52,51    | Denisa Obdržálková | 54,06    |
| Bieg na 800 m             | Ludmila Formanová   | 2:04,19  | Andrea Šuldesová   | 2:05,03  | Radka Lukavská     | 2:07,33  |
| Bieg na 1500 m            | Jana Biolková       | 4:34,54  | Lada Brázdilová    | 4:37,92  | Martina Vendová    | 4:41,25  |
| Bieg na 3000 m            | Jana Kučeríková     | 9:25,23  | Lada Brázdilová    | 9:48,21  | Jitka Bělohlávková | 10:06,61 |
| Bieg na 50 m przez płotki | Iveta Prellerová    | 7,07     | Petra Šímová       | 7,22     | Dagmar Urbánková   | 7,56     |
| Skok wzwyż                | Šárka Makowková     | 1,88     | Zuzana Kováčiková  | 1,86     | Alena Nezdařilová  | 1,81     |
| Skok o tyczce             | Daniela Bártová     | 4,09     | Šárka Mládková     | 3,65     | Daniela Nováková   | 3,20     |
| Skok w dal                | Dagmar Urbánková    | 6,24     | Alice Matějková    | 6,12     | Helena Vinařová    | 6,10     |
| Trójskok                  | Šárka Kašpárková    | 14,10    | Martina Koudelková | 12,42    | Renata Staňová     | 12,10    |
| Pchnięcie kulą            | Zdeňka Šilhavá      | 16,33    | Alice Matějková    | 15,96    | Jitka Svatošová    | 14,21    |
| Pięciobój                 | Dagmar Urbánková    | 4301     | Kateřina Nekolná   | 3964     | Renata Staňová     | 3797     |